# Koszmosz–394
Koszmosz–394 (oroszul: Космос 394) (DSZ-P1-M – oroszul: ДС-П1-M), az első szovjet (ASAT) egyszerűsített manőverező képességgel rendelkező célműhold.

## Küldetés
Kijelölt pályán mozogva imitálta egy ballisztikus rakéta támadását, ezzel segítve a radaros felderítést, a légvédelem szerves egységeinek (irányítás, riasztás, imitált elfogás és gyakorló megsemmisítés) összehangolt működését.

## Jellemzői
A Központi Mérnöki Tervezőiroda (oroszul: Центральное конструкторское бюро машиностроения – ЦКБ) tervezte és felügyelte építését. Mind az ISZ–A (ИС-А – истребитель спутник-активный), mind az ISZ–P műholdakat a Cselomej vezette OKB–52 fejlesztette ki és építette meg. Üzemeltetője a moszkvai Honvédelmi Minisztérium (oroszul: Министерство обороны – MO).
Megnevezései: COSPAR: 1971-010A; Kódszáma: 4922.
1971. február 9-én a Pleszeck űrrepülőtérről, a LC–132/1 indítóállásából egy Koszmosz–3M (11K65M 65027-119) típusú hordozórakétával juttatták (LEO = Low-Earth Orbit) alacsony Föld körüli pályára. Az orbitális egység pályája 96,5 perces, 65,8 fokos hajlásszögű, elliptikus pálya perigeuma 572 kilométer, apogeuma 614 kilométer volt.
Könnyebb célobjektum, kisebb hordozórakéta, gazdaságosabb üzemeltetés. Formája hengeres, feladata célműholdként szolgálni. Hasznos tömege 650 kilogramm. A műhold típusa Parusz (oroszul: Парус).
1971. február 25-én űrhadviselési gyakorlatban a Koszmosz–397 vadászműhold megsemmisítette.